# Raionul Sloveanoserbsk, Luhansk
Sloveanoserbsk (în ucraineană Слов`яносербський район, transliterat: Sloveanoserbskîi raion) este un raion în regiunea Luhansk, Ucraina. Reședința sa este așezarea de tip urban Sloveanoserbsk.

## Demografie
Componența lingvistică a raionului Sloveanoserbsk
     Rusă (60,4%)
     Ucraineană (38,94%)
     Alte limbi (0,2%)
Conform recensământului din 2001, majoritatea populației raionului Sloveanoserbsk era vorbitoare de rusă (60,4%), existând în minoritate și vorbitori de ucraineană (38,94%).